# Sepahan Sport Club
El Sepahan Sport Club (en persa: باشگاه فوتبال فولاد مبارکه ی سپاهان اصفهان‎) es un club de fútbol de Irán de la ciudad de Isfahán. Fue fundado en 1953 y juega en la Iran Pro League.
Compiten en la máxima categoría de Irán conocida como la Copa Golfo Pérsico. Sepahan son los últimos campeones de la IPL en temporada 2010-11 asegurando el tercer título en la historia de la IPL en diez años. También son el primer equipo y el único que ha ganado el título en la temporada de regreso a la parte posterior (2009-2010 y 2010-2011). Se convirtieron en el primer equipo no-Teherán en ganar el título en la temporada 2002-03 .
Sepahan han sido el club de fútbol más exitosos en Irán durante la década de 1980 y es uno de los únicos seis equipos que han estado presentes en todas las ediciones de la IPL. También son el primer club iraní que llegó a la final de la Liga de Campeones de Asia en 2007 y clasificó para jugar en la Copa Mundial de Clubes del mismo año.
Sepahan SC se refiere generalmente como un ejemplo para una gestión exitosa y consistente, y logró poner fin a la dominación completa de los dos famosos clubes, Persepolis FC y Esteghlal FC en el fútbol iraní. El club pertenece a la rama polideportiva de Foolad Sepahan Mobarakeh Sport Club y es propiedad de la compañía de acero Mobarakeh Steel Co .

## Historia

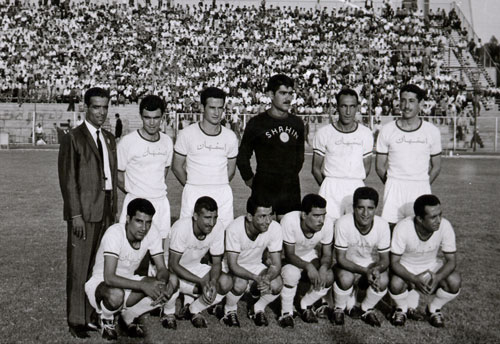
Shahin Isfahan Club en 1953.

Su logro máximo a nivel internacional fue el subcampeonato de la Liga de Campeones de la AFC 2007 tras empatar contra Urawa Red Diamonds 1-1 en Irán y luego caer en tierras niponas por 2-0.

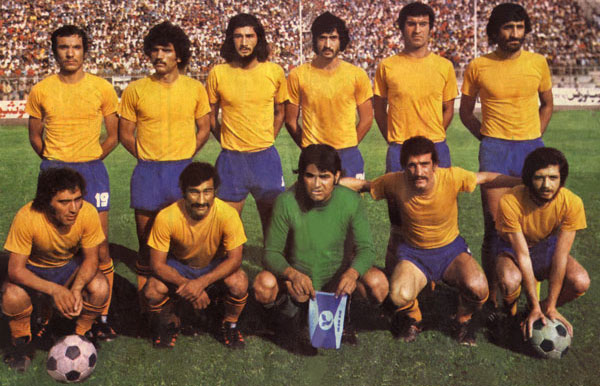
Sepahan en un juego ante el Homa en la temporada 1975-76.

Esto le permitió clasificarse a la Copa Mundial de Clubes de la FIFA 2007, ya que en ella no puede haber dos equipos de un mismo país, esto se debe a que el campeón de Japón también clasifica por ser el país organizador y al ser un equipo de ese país el campeón asiático, el Sepahan clasificó en lugar del cupo reservado para el anfitrión.
Su principal rival es el Zob Ahan FC, el otro equipo de la ciudad, con quien juegan el llamado Derby de Isfahan, siendo uno de los eventos más populares de fútbol en Irán

## Entrenadores
|                      | \| Nombre \| País \| Periodo \| \| -------------------- \| ---------------- \| ------------------------------------ \| \| Mahmoud Hariri \| Irán \| 1953–60 \| \| Comisión Técnica \| Comisión Técnica \| 1960–70 \| \| Mahmoud Yavari \| Irán \| 1970–78 \| \| Zdravko Rajkov \| Yugoslavia \| 1978 \| \| Mahmoud Yavari \| Irán \| 1978–80 \| \| Masoud Tabesh \| Irán \| 1980–92 \| \| Ali Razmine \| Irán \| 1992–93 \| \| Firouz Karimi \| Irán \| 1993–94 \| \| Nasser Hejazi \| Irán \| 1994–95 \| \| Mahmoud Yavari \| Irán \| 1995–96 \| \| Rasoul Korbekandi \| Irán \| 1996–98 \| \| Mehdi Monajati \| Irán \| 1998–99 \| \| Hamid Nadimian \| Irán \| 1999–01 \| \| Stanko Poklepović \| Croacia \| 2001–02 \| \| Farhad Kazemi \| Irán \| 2002–05 \| \| Stanko Poklepović \| Croacia \| 2005 \| \| Edson Tavares \| Brasil \| Julio de 2005–junio de 2006 \| \| Luka Bonačić \| Croacia \| Marzo de 2007–enero de 2008 \| \| Jorvan Vieira \| Brasil \| Febrero de 2008–junio de 2008 \| \| Engin Firat \| Alemania \| Julio de 2008 \| \| Hossein Charkhabi \| Irán \| 2008 \| \| Farhad Kazemi \| Irán \| 2008–09 \| \| Amir Ghalenoei \| Irán \| Julio de 2009–junio de 2011 \| \| Luka Bonačić \| Croacia \| Junio de 2011–octubre de 2011 \| \| Karim Ghanbari \| Irán \| 2011 \| \| Zlatko Kranjčar \| Croacia \| Octubre de 2011–septiembre de 2014 \| \| Hossein Faraki \| Irán \| Septiembre de 2014-noviembre de 2015 \| \| Igor Stimac \| Croacia \| Noviembre de 2015-abril de 2016 \| \| Ghasem Zaghinejad \| Irán \| Abril de 2016-mayo de 2016 \| \| Abdollah Veisi \| Irán \| Mayo de 2016-marzo de 2017 \| \| Zlatko Kranjcar \| Croacia \| Marzo de 2017-enero de 2018 \| \| Mansour Ebrahimzadeh \| Irán \| Enero de 2018-mayo de 2018 \| \| Amir Ghalenoei \| Irán \| Junio de 2018-2020 \| \| Miguel Teixeira \| Portugal \| 2020 \| \| Moharram Navidkia \| Irán \| 2020–2022 \| \| Moharram Navidkia \| Irán \| 2022-presente \| |                                      |
| Nombre               | País | Periodo                              |
| Mahmoud Hariri       | Irán | 1953–60                              |
| Comisión Técnica     | Comisión Técnica | 1960–70                              |
| Mahmoud Yavari       | Irán | 1970–78                              |
| Zdravko Rajkov       | Yugoslavia | 1978                                 |
| Mahmoud Yavari       | Irán | 1978–80                              |
| Masoud Tabesh        | Irán | 1980–92                              |
| Ali Razmine          | Irán | 1992–93                              |
| Firouz Karimi        | Irán | 1993–94                              |
| Nasser Hejazi        | Irán | 1994–95                              |
| Mahmoud Yavari       | Irán | 1995–96                              |
| Rasoul Korbekandi    | Irán | 1996–98                              |
| Mehdi Monajati       | Irán | 1998–99                              |
| Hamid Nadimian       | Irán | 1999–01                              |
| Stanko Poklepović    | Croacia | 2001–02                              |
| Farhad Kazemi        | Irán | 2002–05                              |
| Stanko Poklepović    | Croacia | 2005                                 |
| Edson Tavares        | Brasil | Julio de 2005–junio de 2006          |
| Luka Bonačić         | Croacia | Marzo de 2007–enero de 2008          |
| Jorvan Vieira        | Brasil | Febrero de 2008–junio de 2008        |
| Engin Firat          | Alemania | Julio de 2008                        |
| Hossein Charkhabi    | Irán | 2008                                 |
| Farhad Kazemi        | Irán | 2008–09                              |
| Amir Ghalenoei       | Irán | Julio de 2009–junio de 2011          |
| Luka Bonačić         | Croacia | Junio de 2011–octubre de 2011        |
| Karim Ghanbari       | Irán | 2011                                 |
| Zlatko Kranjčar      | Croacia | Octubre de 2011–septiembre de 2014   |
| Hossein Faraki       | Irán | Septiembre de 2014-noviembre de 2015 |
| Igor Stimac          | Croacia | Noviembre de 2015-abril de 2016      |
| Ghasem Zaghinejad    | Irán | Abril de 2016-mayo de 2016           |
| Abdollah Veisi       | Irán | Mayo de 2016-marzo de 2017           |
| Zlatko Kranjcar      | Croacia | Marzo de 2017-enero de 2018          |
| Mansour Ebrahimzadeh | Irán | Enero de 2018-mayo de 2018           |
| Amir Ghalenoei       | Irán | Junio de 2018-2020                   |
| Miguel Teixeira      | Portugal | 2020                                 |
| Moharram Navidkia    | Irán | 2020–2022                            |
| Moharram Navidkia    | Irán | 2022-presente                        |

## Gerencia
| Puesto                            | Nombre                 |
| --------------------------------- | ---------------------- |
| Presidente                        | Masoud Tabesh          |
| Vice Presidente                   | TBD                    |
| Tesorero                          | Ali Reza Shafiei       |
| Gerente de Mercadeo y Traspasos   | Hamidreza Keshavarzian |
| Supervisor Principal              | Morteza Lachiani       |
| oficial de Medios e Internacional | Hamed Asfa             |
| Relaciones Públicas               | Hamid Bagheri          |

## Jugadores

### Jugadores destacados
| - Ahmadreza Abedzadeh - Wissam Ben Yedder - Mohsen Bengar - Edmond Bezik - Reza Enayati - Mohsen Garousi - Ehsan Hajysafi - Khosro Heydari - Jalal Hosseini - Rasoul Khatibi - Mohammad Reza Mahdavi - Bahram Mavaddat - Mehrdad Minavand - Moharram Navidkia - Mehdi Rahmati - Ali Shojaei - Mahmoud Karimi Sibaki - Abdollah Veisi - Mahmoud Yavari | - Abdul-Wahab Abu Al-Hail - Emad Mohammed Ridha - Armando Sá - Ibrahima Touré - Januário - Bruno Correa - Armenak Petrosyan - Levon Stepanyan - Kamil Susko |

## Palmarés

### Torneos nacionales
- Liga Premier de Irán (5): 2002/03, 2009/10, 2010/11, 2011/12, 2014/15
- Copa Hazfi (5): 2003/04, 2005/06, 2006/07, 2012/13, 2023/24
- Supercopa de Irán (1): 2024

### Torneos internacionales
- Subcampeón de la Liga de Campeones de la AFC (1): 2007.

## Participación en competiciones de la AFC y FIFA

### Participación internacional

#### Por competición
Nota: En negrita competiciones activas.
| Competición                       | Temp. | PJ | PG | PE | PP | GF  | GC  | Dif. | Puntos | Títulos | Subtítulos |
| --------------------------------- | ----- | -- | -- | -- | -- | --- | --- | ---- | ------ | ------- | ---------- |
| Liga de Campeones de la AFC       | 13    | 90 | 39 | 18 | 33 | 125 | 115 | +10  | 135    | –       | 1          |
| Copa Mundial de Clubes de la FIFA | 1     | 2  | 1  | 0  | 1  | 4   | 4   | 0    | 3      | –       | –          |
| Total                             | 14    | 92 | 40 | 18 | 34 | 129 | 119 | +10  | 138    | 0       | 1          |

- Liga de Campeones de la AFC: 13 apariciones

2004 - Fase de grupos
2005 - Fase de grupos
2007 - Subcampeón
2008 - Fase de grupos
2009 - Fase de grupos
2010 - Fase de grupos
2011 - Cuartos de final
2012 - Cuartos de final
2013 - Fase de grupos
2014 - Fase de grupos
2016 - Fase de grupos
2020 - Fase de grupos
2022 - Fase de grupos
- Copa Mundial de Clubes de la FIFA: 1 aparición

2007 - 5° lugar